# Georg Wachsmann
Georg Wachsmann (* um 1685, † 1760) war ein deutscher Orgelbauer in Siebenbürgen.

## Leben
Er war möglicherweise ein Nachkomme des Chronisten Georg Wachsmann aus Schäßburg. Georg Wachsmann war seit spätestens 1719 als Orgelbauer in Birthälm (heute Biertani) tätig. Sein Sohn Johann Georg Wachsmann (1740–1814) übernahm die Werkstatt nach dessen Tod 1760, 1779 ging sie an Samuel Maetz.

## Werke (Auswahl)
Von Georg Wachsmann sind einige Orgelneubauten in Siebenbürgen bekannt, dazu Wartungsarbeiten. Erhalten ist das Werk in Tobsdorf/Dupuș (vorher in Birthälm) als älteste erhaltene Orgel eines namentlich bekannten Orgelbauers in Siebenbürgen. Die nicht mehr vorhandenen Instrumente sind kursiv gesetzt.
| Jahr      | Ort                         | Gebäude             | Bild | Manuale | Register | Bemerkungen |
| --------- | --------------------------- | ------------------- | ---- | ------- | -------- | --- |
| 1719      | Bonnesdorf, heute Boian     | Evangelische Kirche |      |         |          | nicht erhalten |
| 1726      | Kleinprobstdorf             | Evangelische Kirche |      |         |          | nicht erhalten |
| 1731      | Birthälm, heute Biertani    | Evangelische Kirche |      | I/P     | 8        | 1794 nach Tobsdorf/Dupuș umgesetzt, 1909 Umdisponierung und freistehender Spieltisch durch Carl Einschenk, 2010 war Restaurierung in Mediasch geplant |
| 1731–1736 | Karlsburg, heute Alba Iulia | Dom                 |      |         |          | große Orgel, nicht erhalten |
| 1743–1744 | Großschenk, heute Cincu     | Evangelische Kirche |      |         |          | größere Orgel, fehlerhaft, nicht erhalten |

Weitere Arbeiten
- 1743–1756 Hermannstadt, Stadtpfarrkirche, Pflege der Orgel